# Windhagersee
Der Windhagersee ist ein Bergsee in Oberösterreich im Gemeindegebiet von Vorderstoder, am Nordfuß des Toten Gebirges. Er liegt auf 1042 m ü. A. in einer von Wald umgebenen Senke am Ende des Windhagerkars, das vom Warscheneck herabzieht. Der See ist ohne oberirdischen Zu- und Abfluss und hat eine Länge von etwa 180 Metern bei einer Breite von maximal etwa 100 Metern. Die Wasserfläche beträgt 1 Hektar. Die maximale Tiefe beträgt 7 m, wobei der Pegel je nach Jahreszeit und Niederschlag stark schwankt. Das Südufer grenzt an die schotterige Böschung einer Forststraße, im Südwesten ist anstehender Fels. Das Nordost- und Nordwestufer ist sumpfig.

## Flora und Vegetation
Der See weist eine weitgehend ungestörte Charakteristik und an den Ufern eine typische Abfolge hochwertiger Verlandungsgesellschaften mit bemerkenswerten Pflanzenarten auf, darunter einer großen Population der gefährdeten Gewöhnlichen Natternzunge. Im See gedeihen unter anderem das Schwimmende Laichkraut und der seltene Gebirgs-Haarblatt-Wasserhahnenfuß (Ranunculus trichophyllus ssp. lutulentus).

## Wandern
- Weg Nr. 4 von Vorderstoder zum Windhagersee